# Ista
Ista är ett naturreservat i Sandvikens kommun i Gävleborgs län.
Området är naturskyddat sedan 2000 och är 770 hektar stort. Reservatet omfattar mark och vatten i Dalävens nedre lopp och ligger i anslutning till Färnebofjärdens nationalpark. Reservatet består av älvängar och översvämmande skogar kring rullstensåsen Enköpingsåsen.